# Lista światowego dziedzictwa UNESCO w Austrii
Lista światowego dziedzictwa UNESCO w Austrii – lista miejsc w Austrii wpisanych na listę światowego dziedzictwa UNESCO, ustanowioną na mocy konwencji w sprawie ochrony światowego dziedzictwa kulturowego i naturalnego, przyjętą przez UNESCO na 17. sesji w Paryżu 16 listopada 1972 i ratyfikowaną przez Austrię 18 grudnia 1992 roku.
Obecnie (stan na 2021 rok) na liście znajduje się 12 miejsc: 11 reprezentujących dziedzictwo kulturowe i 1 przyrodnicze). Na austriackiej liście informacyjnej UNESCO – liście obiektów, które Austria zamierza rozpatrzyć do zgłoszenia do wpisu na listę światowego dziedzictwa, znajduje się 10 obiektów (stan w roku 2021).

## Obiekty wpisane na listę światowego dziedzictwa UNESCO
| #  | Obiekt | Zdjęcie | Lokalizacja                       | Typ (wraz z kryteriami) | Obszar (w ha) | Rok                            | Nr ref. |
| -- | --- | ------- | --------------------------------- | ----------------------- | ------------- | ------------------------------ | ------- |
| 1  | Zabytkowe centrum Salzburga |         | Salzburg, kraj związkowy Salzburg | Kulturowe (ii, iv, vi)  | –             | 1996                           |         |
| 2  | Pałac i ogrody Schönbrunn |         | Wiedeń, kraj związkowy Wiedeń     | Kulturowe (i, iv)       | –             | 1996                           |         |
| 3  | Krajobraz kulturalny Hallstatt-Dachstein/Salzkammergut |         | Górna Austria, Salzburg, Styria   | Kulturowe (iii, vi)     | –             | 1997                           |         |
| 4  | Linia kolejowa na Przełęczy Semmering |         | Dolna Austria, Styria             | Kulturowe (ii, iv)      | –             | 1998                           |         |
| 5  | Historyczne centrum Grazu i zamek Eggenberg |         | Graz, Styria                      | Kulturowe (ii, iv)      | –             | 1999 (w 2010 wpis rozszerzono) |         |
| 6  | Krajobraz kulturowy Wachau |         | Dolna Austria                     | Kulturowe (ii, iv)      | –             | 2000                           |         |
| 7  | Zabytkowe centrum Wiednia (zagrożone) |         | Wiedeń, kraj związkowy Wiedeń     | Kulturowe (ii, iv, vi)  | –             | 2001                           |         |
| 8  | Krajobraz kulturalny Fertö/Jeziora Nezyderskiego (wspólnie z Węgrami) |         | Burgenland                        | Kulturowe (v)           | –             | 2001                           |         |
| 9  | Prehistoryczne osady na palach (wspólnie z Francją, Niemcami, Słowenią, Szwajcarią, Włochami) (Na terenie Austrii znajduje się pięć takich osad. Są to osada w Keutschacher See, Abdstdorf I, Abdstdorf III, Litzlberg Süd i See) |         | Karyntia, Górna Austria           | Kulturowe (iv), (v)     | –             | 2011                           |         |
| 10 | Pradawne i pierwotne lasy bukowe Karpat i innych regionów Europy – wpis transgraniczny położony na terenie Albanii, Austrii, Belgii, Bułgarii, Chorwacji, Hiszpanii, Niemiec, Rumunii, Słowacji, Słowenii, Ukrainy i Włoch        |         | Dolna Austria, Górna Austria      | Przyrodnicze (ix)       | –             | 2017                           |         |
| 11 | Wspaniałe miasta uzdrowiskowe Europy (wspólnie z Belgią, Czechami, Francją, Niemcami, Wielką Brytanią i Włochami) |         | Dolna Austria                     | Kulturowe (ii)(iii)     | –             | 2021                           |         |
| 12 | Granice Imperium Rzymskiego, Limes naddunajski (część zachodnia) – wpis transgraniczny wraz z Niemcami i Słowacją |         |                                   | Kulturowe (ii)(iii)(iv) | –             | 2021                           |         |

## Obiekty na Liście Informacyjnej
| #  | Obiekt                                                  | Zdjęcie | Lokalizacja                        | Typ (wraz z kryteriami)         | Obszar (w ha) | Rok  | Nr ref. |
| -- | ------------------------------------------------------- | ------- | ---------------------------------- | ------------------------------- | ------------- | ---- | ------- |
| 1  | Krajobraz kulturowy Innsbrucka, Nordkette i Karwendel   |         | Tyrol                              | Kulturowe (i, ii, iii, iv)      | –             | 2002 |         |
| 2  | Żelazny szlak z kopalnią Erzbreg i Starym Miastem Steyr |         | Górna Austria                      | Kulturowe (i, ii, iii, iv)      | –             | 2002 |         |
| 3  | Bregenzerwald                                           |         | Vorarlberg                         | Kulturowe (iv, v)               | –             | 1994 |         |
| 4  | Opactwo Kremsmünster                                    |         | Kremsmünster, Górna Austria        | Kulturowe (i, ii, iii, iv, vi)  | –             | 1994 |         |
| 5  | Opactwo Heiligenkreuz                                   |         | Heiligenkreuz, Dolna Austria       | Kulturowe (i, ii, iii, iv)      | –             | 1994 |         |
| 6  | Zamek Hochosterwitz                                     |         | Sankt Georgen am Längsee, Karyntia | Kulturowe (i, iii, iv)          | –             | 1994 |         |
| 7  | Katedra w Gurk                                          |         | Gurk, Karyntia                     | Kulturowe (i, iii, iv)          | –             | 1994 |         |
| 8  | Park Narodowy Wysokich Taur                             |         | Karyntia, Salzburg, Tyrol          | Przyrodnicze (vii, viii, ix, x) | –             | 2003 |         |
| 9  | Hall in Tirol – Mennica                                 |         | Hall in Tirol, Tyrol               | Kulturowe (i, ii, iv)           | –             | 2013 |         |
| 11 | Großglockner-Hochalpenstraße                            |         | Salzburg, Karyntia                 | Kulturowe (i, ii, iv)           | –             | 2016 |         |